# 파르크 쿨투리역 (콜체바야선)
파르크 쿨투리 역(러시아어: Парк культу́ры)은 모스크바 지하철 콜체바야 선의 역이다. 1950년 1월 1일에 개장했다.

## 환승
파르크 쿨투리 역에서는 소콜니체스카야 선의 콤소몰스카야 역으로 갈아탈 수 있다.

## 폐쇄
2011년 2월 5일, 역내 오래된 에스컬레이터 및 시설 정비를 이유로 잠시 문을 닫았다. 역은 12월 28일 재개장하였다.